# ایرو رابینز
ایرو رابینز (انگلیسی: Irv Robbins؛ ‏ ۶ دسامبر ۱۹۱۷ – ۵ مهٔ ۲۰۰۸) کارآفرین و سرمایه‌گذار کانادایی-آمریکایی بود. وی به همراه برت بسکین در سال ۱۹۴۵ در شهر گلندیل (کالیفرنیا) شرکت زنجیره‌ای بسکین-رابینز را پایه‌گذاری کردند.